# 迪德·范奥尔斯霍特
迪德·范奥尔斯霍特（荷蘭語：Diede van Oorschot，2003年12月11日—），荷兰女子短道速滑运动员，2024年欧洲短道速滑锦标赛女子3000米接力金牌得主、2025年欧洲短道速滑锦标赛混合2000米接力银牌得主、2025年世界短道速滑锦标赛女子3000米接力铜牌得主。